# رود اوسا
رود اوسا رودی است که به رود پیچورا می‌ریزد. این رود از کشور روسیه می‌گذرد و طول آن ۵۶۵ کیلومتر (۳۵۱ مایل) است.